# Jewelry box (T-ARAのアルバム)
「Jewelry box」（ジュエリーボックス）は、韓国の歌手グループT-ARAの日本での1枚目となるアルバム。
2012年6月6日にEMIミュージックジャパンより発売された。

## 概要
ダイヤモンド盤(初回限定)、サファイア盤(初回限定)、パール盤の3形態で発売された。
ダイヤモンド盤はアルバムタイトル通り宝石箱になっていて、小型の指輪等を実際に入れる事ができる。パール盤では初回限定のみピクチャーレーベル仕様（全8タイプ ランダム封入）となっている。新規書き下ろしは、「Keep Out」と「T-ARATiC MAGiC MUSiC」のみで他は韓国語版が存在し、収録曲は全て日本語になっている。
ダイヤモンド盤とサファイア盤にはミュージックビデオが収録されているが、パッケージ本体及びライナーノーツには記載されていない。
3枚購入特典として、応募券3枚をEMIミュージックジャパンに応募すると全員にT-ARA Special Video Content 『Jewelry box Behind Scene』が貰える。

## 収録曲
CD
1. Bo Peep Bo Peep (Japanese ver.)
作詞：zopp　作曲・編曲：S.tiger、Choi.Kyu-Sung
  - 1stシングル。
2. yayaya (Japanese ver.)
作詞：フジノタカフミ　作曲・編曲：E-Tribe
  - 2ndシングル。
3. ウェイロニ (Japanese ver.)
作詞：生田真心 作曲：Kim.Do-hoon、Lee.Sang-ho
  - 韓国2ndアルバム「vol.2/Temptastic」収録曲。
4. Keep Out
作詞：小野宮市乃 作曲：Park.Deok Sang、Crazy.Park
  - Korean ver.が作られた。韓国6thアルバム「Day By Day」収録。
5. Apple is A (Japanese ver.)
作詞 藤林聖子 作曲 Cho-Young-soo
  - 3rdシングルc/w。
6. T.T.L 〜Time to Love〜 (Japanese ver.)
作詞：HI-D 作曲：Kim.Do-hoon
  - 韓国1stアルバム「Absolute First Album」収録。超新星とのコラボ曲。
7. Roly-Poly (Japanese ver.)
作詞：藤林聖子 作曲・編曲：S.tiger、Choi.Kyu-Sung
  - 3rdシングル。
8. LOVE ME! 〜あなたのせいで狂いそう (Japanese ver.)
作詞：小野宮市乃　Rap詞：zopp 作曲・編曲：Cho.Young Soo、Kim.Tae-Hyun
  - 1stシングルc/w。
9. コジンマル 〜嘘〜 (Japanese ver.)
作詞：Kei 作曲・編曲：Cho.Young-Soo
  - 3rdシングルc/w。
10. Breaking Heart 〜私がとても痛くて (Japanese ver.)
作詞：フジノタカフミ 作曲：S.tiger、Choi.Kyu-sung
  - 韓国1stリパッケージアルバム「Breaking Heart」収録曲。
11. Cry Cry (Japanese ver.)
作詞：小野宮市乃 作曲：Cho.Young-soo、Kim.Tae-hyun
  - 韓国4thアルバム「Black Eyes」タイトル曲。
12. Lovey-Dovey (Japanese ver.)
作詞：藤林聖子 作曲：S.tiger、Choi.Kyu-sung
  - 4thシングル。
13. T-ARATiC MAGiC MUSiC
作詞：藤林聖子 作曲：Kang.Ji-won、Kim.Ki-beom
  - Korean ver.が作られた。韓国6thアルバム「Day By Day」収録。

DVD
ダイヤモンド盤
1. T-ARA X'mas プレミアムLIVE in Osaka 2011 Special Edition
2. Bo Peep Bo Peep、yayaya(Japanese ver.)、Roly-Poly(Japanese ver.)、Lovey-Dovey(Japanese ver.)のMusic Video

サファイア盤
1. The First Story of T-ARA(Bo Peep Bo Peep、yayaya、Roly-Poly、Lovey-DoveyのMusic Videoを織り交ぜて収録)

## 仕様
- 【ダイヤモンド盤】 CD＋DVD＋フォトブック100P Jewerly box仕様
- 【サファイア盤】 CD＋DVD＋フォトブック32P デジパック仕様
- 【パール盤】 CD 初回仕様のみピクチャーレーベル仕様